# Eressa strepsimeris
Eressa strepsimeris là một loài bướm đêm thuộc phân họ Arctiinae, họ Erebidae.